# M.B.Iyyanahalli, Kudligi
M.B.Iyyanahalli là một làng thuộc tehsil Kudligi, huyện Bellary, bang Karnataka, Ấn Độ.